# Кісо (Наґано, село)

35°56′11″ пн. ш. 137°46′59″ сх. д. / 35.93639° пн. ш. 137.78306° сх. д.
Кісо́ (яп. 木祖村, きそむら, МФА: [kʲiso muɾa]) — село в Японії, в повіті Кісо префектури Наґано. Станом на 1 квітня 2009 площа села становила 140,46 км². Станом на 1 липня 2011 населення села становило 3096 осіб.